# Joan Anim-Addo
Joan Anim-Addo là một học giả, nhà thơ, nhà viết kịch và nhà xuất bản sinh ra ở Grenadian, là Giáo sư Văn học và Văn hóa Caribbe tại Goldsmiths, Đại học London.

## Sự nghiệp học vấn
Sinh ra ở Grenada ở Caribbean, Joan Amin-Addo gia nhập khoa Goldsmiths, Đại học London, vào năm 1994, với tư cách là người sáng lập và Giám đốc Trung tâm Nghiên cứu Caribbe và Diaspora.
Bà đã giảng dạy tại Vassar College ở Hoa Kỳ và giảng dạy tại nhiều trường đại học quốc tế, bao gồm SUNY Geneseo (Hoa Kỳ), Đại học Turku ở Phần Lan và Đại học Trento (Ý). Bà cũng đã lãnh đạo các hội thảo về các tác phẩm phi hư cấu sáng tạo.
Tại Goldsmiths, bà là người đưa ra các ngành đại học "Văn học phụ nữ Caribbe" và "Văn học người da màu Anh", đồng thời là người đưa ra con đường "Văn học vùng Caribbe và Diasporas" trong chương trình MA Nghiên cứu văn học so sánh. Bà cũng là người đồng sáng lập, với Deirdre Ostern, khoa MA Văn học của người da màu Anh đầu tiên trên thế giới, mà Hannah Pool mô tả là "cột mốc cho văn hóa da màu", trong khi tiểu thuyết gia Alex Wheatle thấy nó làm đa dạng "kết cấu của văn học Anh".

## Xuất bản và sáng tác
Năm 1995 Anim-Addo thành lập Mango Publishing, chuyên viết về "tiếng nói Caribbe", tập trung đặc biệt vào tác phẩm của phụ nữ, danh sách Mango có các cuốn sách của các nhà văn như Beryl Gilroy, Velma Pollard và Jacob Ross.
Năm 2008 Anim-Addo đã viết văn ca kịch cho Imoinda, một bản viết lại Oroonoko của Aphra Behn (xuất bản lần đầu năm 1688). Các tác phẩm được xuất bản khác của Anim-Addo bao gồm các tập thơ - Haunted by History năm 2004 và Janie: Cricketing Lady năm 2006 - và một tác phẩm lịch sử văn học, Touching the Body: History, Language and African-Caribbean Women's Writing (2007). Bà đồng biên tập I Am Black, White, Yellow: An Introduction to the Black Body in Europe and Interculturality and Gender (2009), và là người sáng lập-biên tập viên của New Mango Season, một tạp chí viết về phụ nữ vùng Caribbe.
Vào tháng 12 năm 2016 Anim-Addo đã được vinh danh với giải thưởng Thành tựu trọn đời vì "những đóng góp vô giá cho văn học và nghiên cứu văn học và văn hóa" của tạp chí Callaloo hàng quý.

## Tác phẩm tiêu biểu
- Longest Journey: A History of Black Lewisham, Deptford Forum Publishing, 1995, ISBN [./https://en.wikipedia.org/wiki/Special:BookSources/978-1898536215 978-1898536215]
- Framing the Word: Gender & Genre in Caribbean Women's Writing (editor), Whiting & Birch, 1996
- Sugar, Spices And Human Cargo: An Early Black History of Greenwich, Greenwich Leisure Services, 1996
- Haunted by History: Poetry, Mango Publishing, 2004, ISBN 978-1902294032
- Another Doorway Visible Inside the Museum (editor), Mango Publishing, 2004
- Janie: Cricketing Lady: a Journey Poem (1920s-2004): Carnival and Hurricane Poems, Mango Publishing, 2006, ISBN 978-1902294261
- I Am Black/White/Yellow: An Introduction to the Black Body in Europe (co-editor, with Suzanne Scafe), Mango Publishing, 2007
- Imoinda, or She Who Will Lose Her Name: A Play for Twelve Voices in Three Acts, Mango Publishing, 2008